# Royal Rumble (2010)
Le Royal Rumble 2010 est le 23e Royal Rumble, une manifestation télédiffusée de catch professionnel visible uniquement en paiement à la séance et produite par la World Wrestling Entertainment. L'évènement s'est déroulé le 31 janvier 2010 à Atlanta en Géorgie.
Les musiques officielles de l'évènement sont Hero de Skillet et Marty no more de Fozzy, groupe dont fait partie le catcheur Chris Jericho.
C'était également le tout dernier pay-per-view auquel participait la division ECW avant sa disparition en février 2010.

## Contexte
Les spectacles de la World Wrestling Entertainment en paiement à la séance sont constitués de matchs aux résultats prédéterminés par les scénaristes de la WWE, justifiés par des rivalités ou des qualifications survenues dans les émissions de la WWE telles que Raw, SmackDown et Superstars.
Les scénarios ici présentés sont la version des faits tels qu'ils sont présentés lors des émissions télévisées, cette version respecte donc le Kayfabe de la WWE.

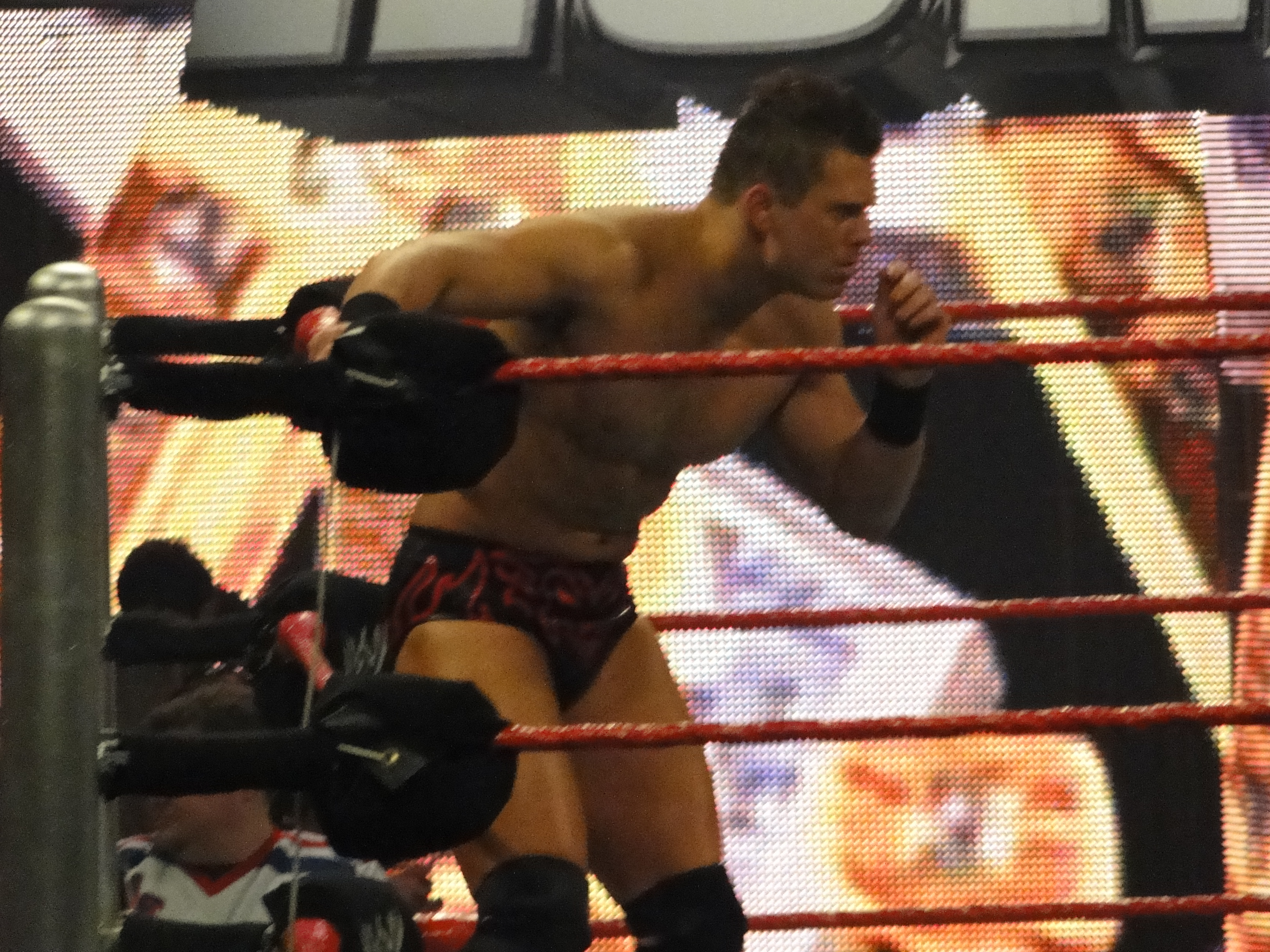
The Miz lors du Royal Rumble 2010.

À partir du 11 janvier 2010, 25 des 30 participants au Rumble ont été annoncés : Cody Rhodes, Ted DiBiase, Jr., Mark Henry, Evan Bourne, Chris Jericho, CM Punk, John Cena, Jack Swagger, MVP, The Miz, Shawn Michaels, Big Show, Triple H, Carlito, Kofi Kingston, Yoshi Tatsu, Zack Ryder, Shelton Benjamin, William Regal, Batista, The Great Khali, Kane, Chris Masters, R-Truth et Matt Hardy.
The Hurricane et Santino Marella devaient participer mais Helms s'est vu retirer la place après s'être fait arrêter par la police pour une bagarre avec Chris Jericho tandis que Marella s'est blessé quelques jours avant le Rumble.

### Christian contre Ezekiel Jackson pour le ECW Championship
Le 15 décembre, à l'ECW, le manager général Tiffany annonce que la ECW serait l'hôte d'une compétition dénommée ECW Homecoming, dont le vainqueur aurait un match pour le titre au Rumble. La finale se déroule le 12 janvier, dans une bataille royale à 8 catcheurs. Un tour préliminaire de 8 matchs désigne les participants à la finale : le 15 décembre, Ezekiel Jackson a battu Vladimir Kozlov puis Kane a vaincu Zack Ryder et le 22, Jack Swagger a été défait par Yoshi Tatsu tandis que Vance Archer s'est qualifié en battant Goldust. Le 29 décembre, Matt Hardy et Evan Bourne ont respectivement battu Finlay et Mike Knox. Le 5 janvier, CM Punk défait Mark Henry tandis que Shelton Benjamin défait Chavo Guerrero, Jr.. Lors de la bataille royale Ezekiel Jackson remporte le ECW Homecoming en éliminant en dernier Kane.

### The Undertaker contre Rey Mysterio pour le World Heavyweight Championship
Le 31 décembre, à WWE Superstars, un match contre la montre pour le Championnat du monde poids lourd de la WWE de l'Undertaker est annoncé pour le lendemain à Smackdown !. Rey Mysterio le remporte après être intervenu dans le match de Batista. Vickie Guerrero annonce que comme Rey a triché, il aura un match la semaine suivante contre Batista dont le vainqueur sera challenger n°1. Le match a bien lieu, mais l'Undertaker intervient et aucun des deux catcheurs ne remporte le match. Finalement, le titre d'aspirant n°1 au titre est remis en jeu le 15 janvier à SmackDown entre les mêmes catcheurs mais cette fois-ci dans un match en cage remporté par Mysterio.

### Sheamus contre Randy Orton pour le WWE Championship
Au Monday Night RAW du 11 janvier, le manager général de la soirée, Mike Tyson, annonce que Randy Orton, John Cena et Kofi Kingston s'affronteront dans un match triple menace pour déterminer le challenger n°1 au titre de Champion de la WWE détenu par Sheamus. Randy Orton remporte ce match après une intervention de The Legacy et un RKO sur Kingston.

### Michelle McCool contre Mickie James pour le WWE Women's Championship
À WWE TLC: Tables, Ladders and Chairs, Michelle McCool conserve son titre contre Mickie James. Leur rivalité continue à Smackdown et le 22 janvier 2010, le match entre Michelle McCool et Mickie James est annoncé.

### The Miz contre M.V.P pour le United States Championship
Après le match opposant Ezekiel Jackson et Christian, the Miz était en train de se vanter et le general manager décide alors de faire un match pour le United States Championship contre M.V.P.

## Matchs
| #                                                          | Match | Stipulation                                             | Durée |
| ---------------------------------------------------------- | --- | ------------------------------------------------------- | ----- |
| Dark                                                       | Gail Kim, Eve Torres, Kelly Kelly et les Bella Twins déf. Maryse, Katie Lea Burchill, Jillian Hall, Alicia Fox et Natalya | Five Tag Team Divas Match                               | 3:13  |
| 1                                                          | Christian (c) bat Ezekiel Jackson                                                                                         | Match simple pour le ECW Championship                   | 11:59 |
| 2                                                          | The Miz (c) bat MVP | Match simple pour le WWE United States Championship     | 7:30  |
| 3                                                          | Sheamus (c) bat Randy Orton par disqualification                                                                          | Match simple pour le WWE Championship                   | 12:24 |
| 4                                                          | Mickie James bat Michelle McCool (c)                                                                                      | Match simple pour le WWE Women's Championship           | 0:20  |
| 5                                                          | The Undertaker (c) bat Rey Mysterio                                                                                       | Match simple pour le WWE World Heavyweight Championship | 11:09 |
| 6                                                          | Edge l'emporte en éliminant en dernier John Cena                                                                          | Royal Rumble match                                      | 49:24 |
| (c) désigne le champion défendant son titre dans le match. | |                                                         |       |

### Entrées et éliminations du Royal Rumble match
Le rouge ██ indique un participant de RAW, le bleu ██ ,un participant de SmackDown! et le blanc ██ un participant de la ECW.

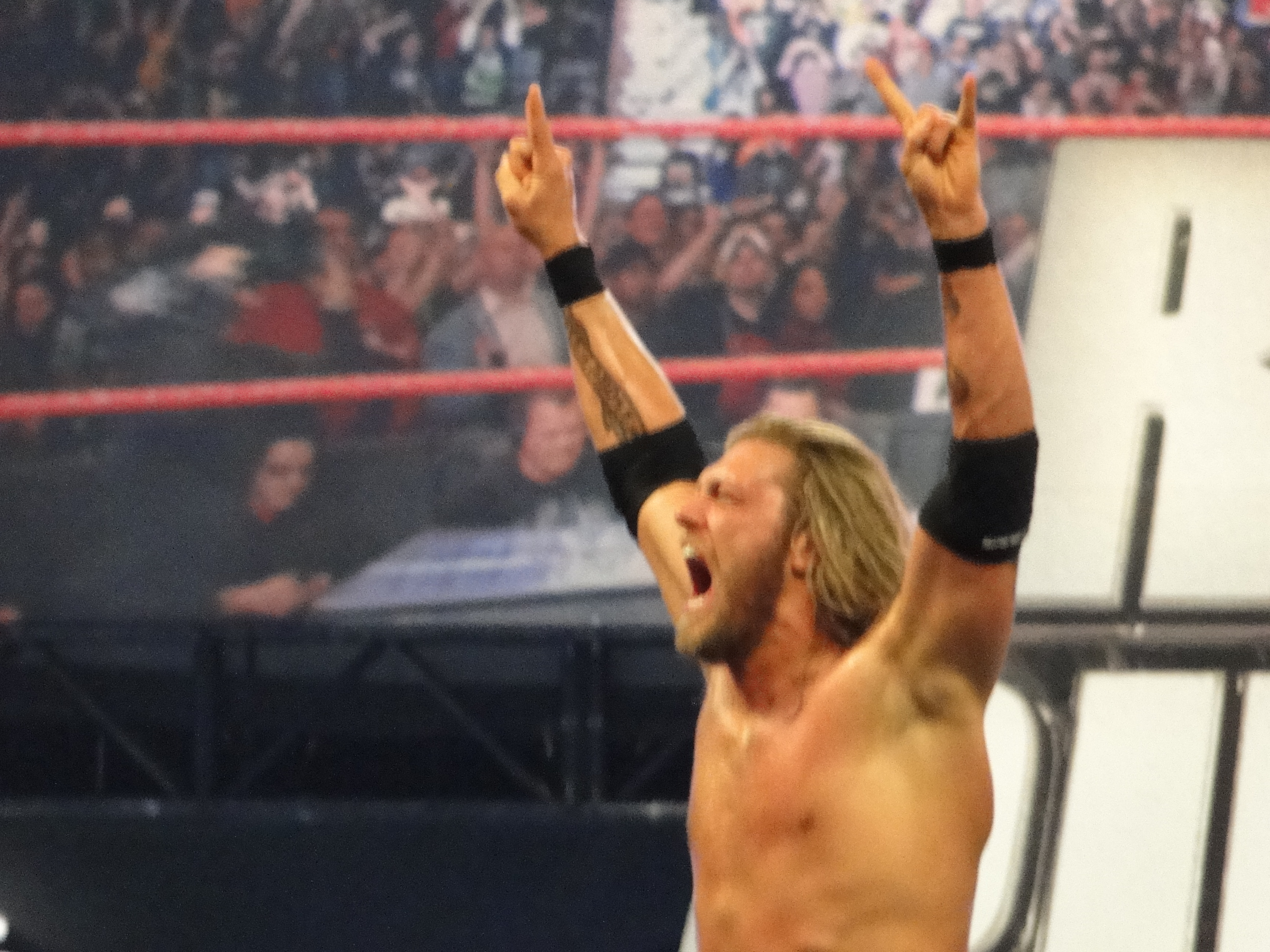
Edge après avoir remporté le Royal Rumble match.

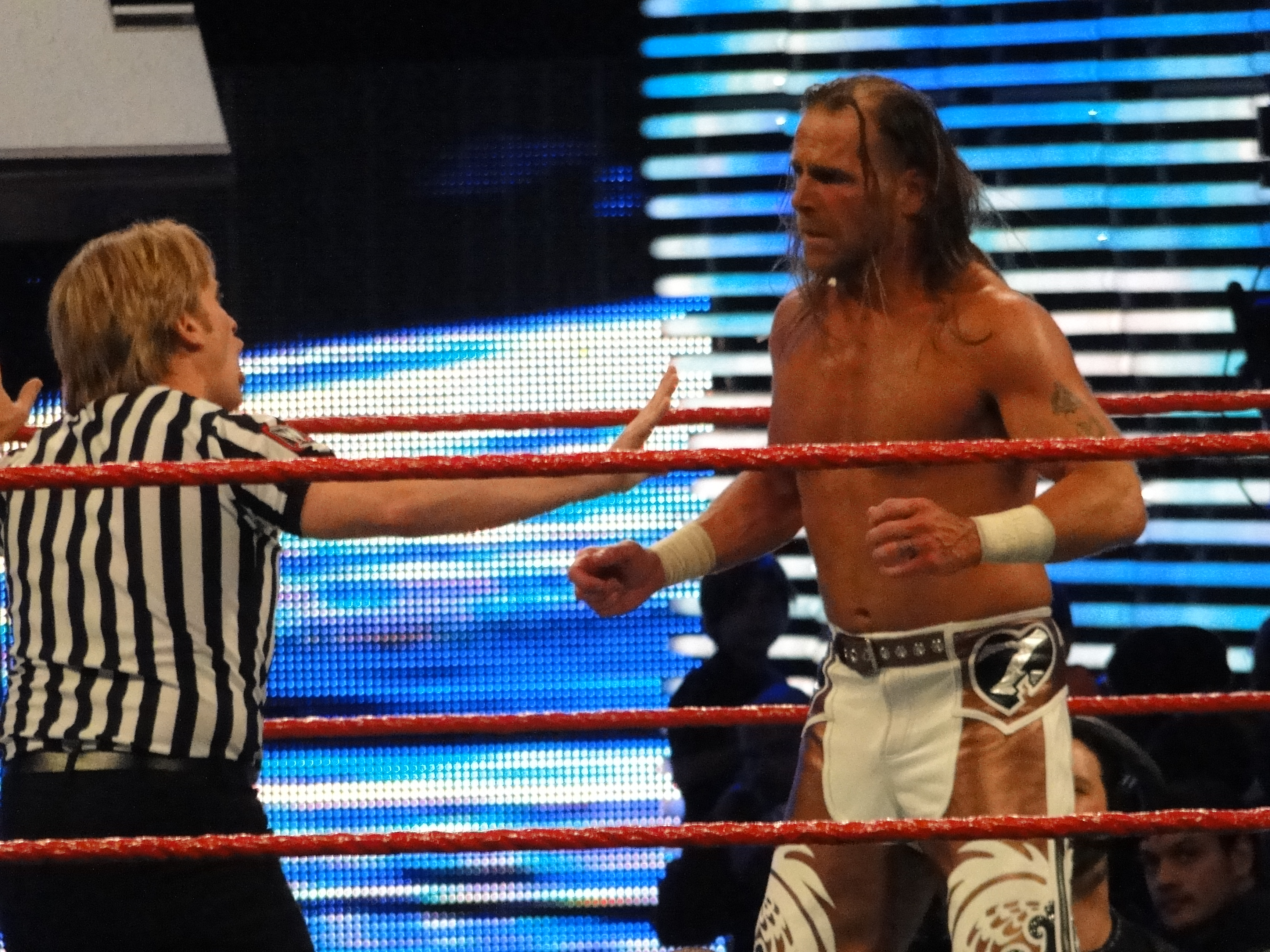
Shawn Michaels après son élimination.

| Ordre d'entrée | Entrant          | Division | Ordre d'élimination | Éliminé par    | Temps |
| -------------- | ---------------- | -------- | ------------------- | -------------- | ----- |
| 1              | Dolph Ziggler    | SD       | 2                   | CM Punk        | 2:29  |
| 2              | Evan Bourne      | Raw      | 1                   | CM Punk        | 2:26  |
| 3              | CM Punk          | SD       | 7                   | Triple H       | 10:04 |
| 4              | JTG              | SD       | 3                   | CM Punk        | 0:25  |
| 5              | The Great Khali  | SD       | 4                   | Beth Phoenix   | 1:39  |
| 6              | Beth Phoenix     | SD       | 5                   | CM Punk        | 1:37  |
| 7              | Zack Ryder       | ECW      | 6                   | CM Punk        | 0:32  |
| 8              | Triple H         | Raw      | 17                  | Shawn Michaels | 17:55 |
| 9              | Drew McIntyre    | SD       | 16                  | DX             | 14:43 |
| 10             | Ted DiBiase      | Raw      | 14                  | Shawn Michaels | 13:40 |
| 11             | John Morrison    | SD       | 15                  | Shawn Michaels | 11:37 |
| 12             | Kane             | SD       | 11                  | Triple H       | 8:59  |
| 13             | Cody Rhodes      | Raw      | 13                  | Shawn Michaels | 8:54  |
| 14             | MVP              | Raw      | 9                   | Lui-même       | 0:07  |
| 15             | Carlito          | Raw      | 12                  | Shawn Michaels | 5:09  |
| 16             | The Miz          | Raw      | 8                   | MVP            | 0:17  |
| 17             | Matt Hardy       | SD       | 10                  | Kane           | 0:20  |
| 18             | Shawn Michaels   | Raw      | 27                  | Batista        | 21:46 |
| 19             | John Cena        | Raw      | 29                  | Edge           | 22:13 |
| 20             | Shelton Benjamin | ECW      | 18                  | John Cena      | 0:48  |
| 21             | Yoshi Tatsu      | ECW      | 19                  | John Cena      | 0:29  |
| 22             | Big Show         | Raw      | 22                  | R-Truth        | 5:04  |
| 23             | Mark Henry       | Raw      | 21                  | R-Truth        | 3:09  |
| 24             | Chris Masters    | Raw      | 20                  | Big Show       | 0:29  |
| 25             | R-Truth          | SD       | 24                  | Kofi Kingston  | 4:22  |
| 26             | Jack Swagger     | Raw      | 23                  | Kofi Kingston  | 2:06  |
| 27             | Kofi Kingston    | Raw      | 25                  | John Cena      | 3:09  |
| 28             | Chris Jericho    | SD       | 26                  | Edge           | 2:24  |
| 29             | Edge             | SD       | —                   | Vainqueur      | 7:37  |
| 30             | Batista          | SD       | 28                  | John Cena      | 5:24  |